# Kavak
Kavak est une ville et un district de la province de Samsun dans la région de la mer Noire en Turquie.